# Artur I, Duque da Bretanha
Artur I Plantageneta (29 de março de 1187 – 3 de abril de 1203), filho de Godofredo Plantageneta e Constança, Duquesa da Bretanha, foi Duque da Bretanha e Conde de Anjou. Desde o seu nascimento que Artur foi o herdeiro presuntivo do rei Ricardo I de Inglaterra, seu tio.

## Biografia
Artur foi Duque da Bretanha em 1196.
Em 1199, o rei Ricardo I de Inglaterra morre em batalha e em vez de ser sucedido por Artur, é o seu irmão mais novo, João, que reclama a coroa inglesa. Os barões da Normandia e Anjou recusaram reconhecê-lo uma vez que preferiam o jovem Artur, mais manejável com os seus 12 anos. Com a situação longe de estar resolvida, João invade a Bretanha em 1202 com vista a acabar com a pretensão do sobrinho à coroa que era já sua. Em defesa, Artur apela para a proteção do rei Filipe II de França e declara-se seu vassalo. Ansioso por intervir nas possessões continentais do rei de Inglaterra, Filipe não se fez rogado e reconheceu os direitos de Artur.
A 31 de Julho, enquanto o seu exército cercava o castelo de Mirabeau, Artur foi capturado pelas tropas de João I e feito prisioneiro. Na mesma altura a sua irmã, Leonor da Bretanha, sofreu o mesmo destino e os opositores de João ficaram sem ninguém que o pudesse substituir. No princípio de 1203, Artur foi transferido, ainda sob prisão, para Ruão, e em Abril desaparece misteriosamente. O seu destino permanece incerto, mas pensa-se que terá sido assassinado por ordens de João de Inglaterra, quem mais tinha a ganhar com o seu desaparecimento.